# Perillus bioculatus
Perillus bioculatus  (лат.) — вид клопов из семейства щитников.
Клоп среднего размера длиной 10—12 мм имеет характерный рисунок, при этом окраска варьируется. Основной цвет клопов от тёмно-коричневого до чёрного. У клопов имеется два отличительных чёрных пятна на переднеспинке. На щитке имеется чёрный Y-образный рисунок, обрамлённый треугольным рисунком. Основной цвет переднего щитка и рисунка на щитке обычно красный или оранжевый. Также встречается вариант окраски кремового цвета.
Первоначально вид встречался только в Неарктике. Ареал насекомых распространяется на Мексику, Соединённые Штаты (с востока на западное побережье) и юг Канады. Этот вид был интродуцирован в различные европейские страны для биологической защиты растений, но прижился только в Малой Азии и на Балканах.
Клопы питаются хищными членистоногими, особенно жуками и их личинками. Добычей является колорадский жук (Leptinotarsa decemlineata), важный сельскохозяйственный вредитель. Поэтому Perillus bioculatus считается полезным видом.
В кладке обычно от 100 до 200 яиц. Развитие включает в себя пять стадий нимфы. Весь период развития, начиная с яйцекладки, составляет 25—30 дней. Этот вид обычно образует 2—3 поколения в год. Вид зимует как имаго.
На первой стадии личинки являются фитофагами и сосут стебли растений картофеля.